# Wasenhütte (Painten)
Die Einöde Wasenhütte ist ein Ortsteil des im niederbayerischen Landkreis Kelheim gelegenen Marktes Painten.  Die frühere Bezeichnung der Ortschaft lautete Fallmeister, was im Oberdeutschen die Berufsbezeichnung des Abdeckers ist.

## Geografie
Die Einöde befindet sich etwa einen Kilometer nordöstlich des Ortszentrums von Painten und liegt auf einer Höhe von 507 m ü. NHN im östlichen Bereich der südlichen Frankenalb. Der Ort liegt im südöstlichen Bereich des historischen Gebietes Tangrintel, einer überwiegend bewaldeten Hochebene, die zwischen den Flussläufen der Altmühl und der Schwarzen Laber liegt.

## Geschichte
Durch die zu Beginn des 19. Jahrhunderts im Königreich Bayern durchgeführten Verwaltungsreformen wurde die Ortschaft zu einem Bestandteil der eigenständigen Landgemeinde Rothenbügl, zu der auch noch die Einöde Streithäusl ebenfalls im Westen und das Dorf Viergstetten im Osten gehörte.

## Verkehr
Die Anbindung an das öffentliche Straßennetz wird durch einen Feldweg hergestellt, der Wasenhütte mit dem etwa einen halben Kilometer entfernten Ortsrand von Painten verbindet.